# 不列颠尼亚皇家海军学院
不列颠尼亚皇家海军学院（Britannia Royal Naval College；缩写：BRNC）是英国德文郡达特茅斯的一所海军学院，为英国皇家海军培训军官。

## 历史
1863年开始，皇家海军的军官就在达特茅斯培训，当时的训练基地是达特河上的不列颠尼亚号（HMS Britannia）。次年，由于学员增多，增加印度斯坦号（HMS Hindostan）作为培训基地。此前，海军军官是于朴茨茅斯的皇家海军学院（Royal Naval Academy，1733年至1837年）学习的。1869年，最初的不列颠尼亚号被威尔士亲王号取代，但后者又改名为不列颠尼亚号。
1902年3月，爱德华七世为学院奠基。阿斯顿·韦伯设计了新的学院建筑，承建方为希格斯和希尔公司（Higgs and Hill），1905年完工，之前在奥斯本庄园上课的学生在当年9月开始在此学习。

## 学生

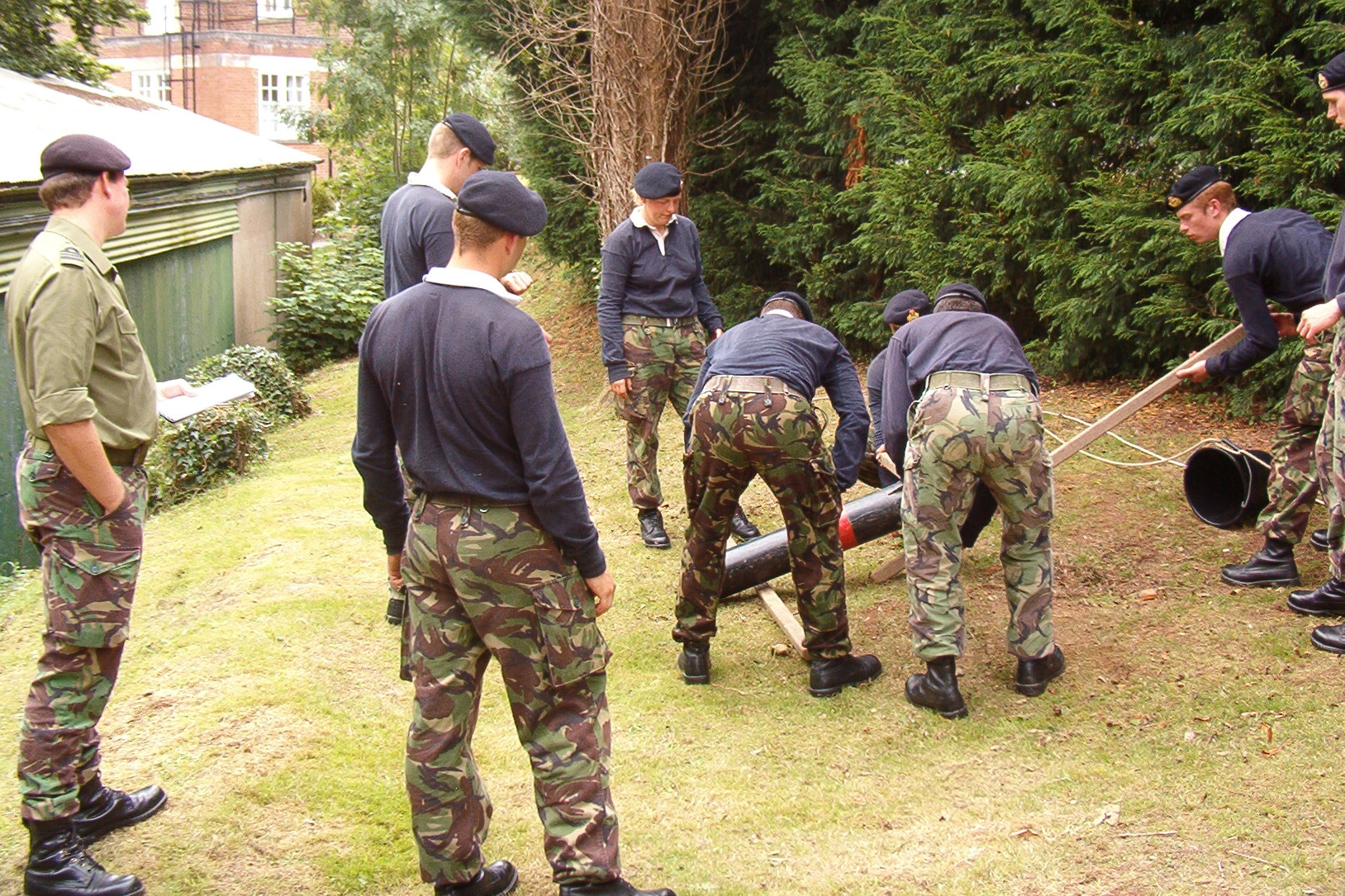
训练中的学生

学院有最低成绩要求，符合要求的学生还需要通过海军面试委员会（Admiralty Interview Board）的心理和身体素质测试。学院录取的学生年龄限制在18至39岁，大多数是大学生，但也有高中生。此外，学院也招收国际学生。学校提供军事培训和学术课程。
乔治五世、乔治六世、查尔斯三世等很多英国皇室成员也曾在此就读。科威特皇室的穆巴拉克·阿里·阿尔沙巴（Mubarak Ali Al Sabah）也曾在此读书。

## 外部连接
- Official web site （页面存档备份，存于）
- The Dreadnought Project （页面存档备份，存于）
- The Britannia Association （页面存档备份，存于）

50°21′26″N 03°34′58″W / 50.35722°N 3.58278°W